# Micomitra famula
Micomitra famula är en tvåvingeart som först beskrevs av Mario Bezzi 1923.  Micomitra famula ingår i släktet Micomitra och familjen svävflugor.
Artens utbredningsområde är Aldabra. Inga underarter finns listade i Catalogue of Life.